# リリアン・アスプランド
リリアン・ガートルド・アスプランド（Lillian Gertrud Asplund、1906年10月21日 - 2006年5月6日）はアメリカの女性である。アメリカ人かつ事故の記憶がある最後のタイタニック号生存者である。

## 生涯
1906年に父・カール、母・セルマの長女としてマサチューセッツ州ウースターで誕生した。スウェーデン系アメリカ人2世でその後祖母のいるスウェーデンでしばらく暮らした後、アメリカへ帰るため両親と2人の兄（フィリップ、クラレンス）、双子の兄弟で兄・エドガー、弟・フェリックスの7人でサウサンプトンよりタイタニック号の3等船室に乗船したがタイタニック号の事故により家族4人を失い、15号ボートに乗ったリリアンとセルマ、フェリックスのみ生還した。
その後アメリカで保険会社に就職し事務員を務めたが母の介護のために早期退職した。1964年4月15日にセルマが90歳で、1983年3月15日にフェリックスが73歳で死去した。リリアンは2002年にウィニフレッド・ヴァン＝トンガールー（旧姓クイック）が死去した後、「アメリカ人最後の生存者」「事故現場を覚える最後の生存者」と言われてきたが2006年に99歳で死去。弟と共に生涯独身を貫き、公の場に出ることや事故のことを話すことは殆ど無かったという。ウースターの墓所で家族（事故後遺体が回収された父も含まれる）と共に埋葬されている。